# Proyecto Coast
El Proyecto Coast fue un programa clasificado de armas biológicas y químicas (CBW, del inglés Chemical and Biological Warfare) establecido por el gobierno de Sudáfrica durante el apartheid. El Proyecto Coast el sucesor de una programa similar posterior a la guerra que produjo principalmente los agentes letales CX y gas mostaza, así como el gas lacrimógeno no letal con propósito de control de disturbios. El Proyecto Coast fue dirigido por Wouter Basson, un cardiólogo que fue médico personal del entonces primer ministro de Sudáfrica PW Botha.

## Historia
A finales de la década de los '70, Sudáfrica comenzó a tener mayor intervención en Angola en operaciones contra tropas angoleñas, cubanas y de los SWAPO, apoyados por la Unión Soviética. La percepción de la amenaza de que sus enemigos tuvieran acceso a armas biológicas y químicas llevó a Sudáfrica a intensificar su propio programa, en un principio como una medida defensiva y con el objetivo de desarrollar vacunas. A medida que avanzaba el tiempo, la investigación tomó un cariz ofensivo al encontrar nuevas aplicaciones. Finalmente, en 1981, el presidente PW Botha ordenó a las Fuerzas de Defensa de Sudáfrica (SADF) el desarrollo de tecnología hasta un punto en el que fuera posible su uso efectivo contra los enemigos de Sudáfrica. En respuesta, el director de la división del Servicio Médico de Sudáfrica (SAMS) del SADF, responsable de las aplicaciones defensivas, reclutó al cardiólogo Wouter Basson, con el objetivo de que visitara otros países e informara de su potencial en el uso de armas químicas y biológicas. A su regreso recomendó la ampliación del programa sudafricano, creándose en 1983 el Proyecto Coast, con el doctor Basson a la cabeza.
Para ocultar el programa y adquirir la materia prima necesaria, el Proyecto Coast requirió la formación de cuatro sociedades pantalla, Delta G Scientific Company, Roodeplaat Research Laboratories (RRL), Protechnik and Infladel.
Progresivamente, el Proyecto Coast creó una gran variedad de toxinas letales para uso ofensivo, aparte de para uso defensivo, que inicialmente se idearon como un último recurso en acciones militares. Para este fin, se tomaron ideas soviéticas de dispositivos diseñados para parecer objetos corrientes con capacidad para envenenar objetivos. Algunos ejemplos incluían paraguas o bastones que disparaban munición que contenía veneno, jeringas disfrazadas de destornillador, y latas de cerveza envenenada o sobres. A principios de la década de 1990, con el final del apartheid, varios programas sudafricanos de desarrollo de armas de destrucción masiva fueron suspendidos. A pesar de los esfuerzos por destruir los equipos, el almacenaje, y la información de estos programas, algunos de ellos aún persisten. Esto ha llevado al temor de que puedan acabar en manos de redes terroristas. En mayo de 2002, Daan Goosen –exdirector del programa de armas biológicas sudafricano– contactó con la Oficina Federal de Investigación (FBI) de los Estados Unidos y ofreció intercambiar las existencias de material bacteriológico del programa a cambio de 5 millones de dólares así como permisos de residencias para él y otros 19 socios y familiares. La oferta fue finalmente rechazada, con la excusa del FBI de que las cepas eran obsoletas y, por lo tanto, no peligrosas.

## Investigaciones
El programa de armas químicas sudafricano investigó los agentes químicos comunes tales como los agentes antidisturbios irritantes, agentes nerviosos letales y delirantes anticolinérgicos, sobre los que habían indagado prácticamente todos los países que tenían programas de investigación de armas químicas. El programa sudafricano se diferenciaba por su propósito de desarrollar agentes no letales para el apoyo en la supresión de la disidencia interna. Esto llevó a la investigación de agentes no letales poco usuales, incluyendo drogas recreativas ilegales tales como el MDMA, la metacualona y la cocaína, así como fármacos médicos como el diazepam, la ketamina, la succinilcolina o la tubocurarina, como potenciales agentes incapacitantes. De acuerdo con el testimonio de Wouter Basson a la Comisión para la Verdad y la Reconciliación, compuestos similares a estos fueron estudiados y desarrollados, y tanto el MDMA como la metacualona (junto con el agente incapacitante Bencilato de 3-quinuclidinilo) se produjeron en grandes cantidades y fueron adaptados con éxito como armamento transformándolos en polvo o aerosoles que podían ser liberados sobre una multitud como agentes antidisturbios. Posteriormente se descubrió que Basson había estado vendiendo grandes cantidades de MDMA y metacualona como pastillas en el mercado negro, pero la cantidad producida era muy superior a la que había sido vendida y la corte aceptó que alguno de estos agentes habían sido convertidos y probados como armamento. Otro proyecto inusual intentó desarrollar un método de esterilizar masas usando piridina. Para ello debía ser rociado sobre una multitud desde un tanque de gas presurizado con nitrógeno, dado que la piridina es altamente inflamable. Un accidente industrial posterior provocó la muerte de un empleado de la empresa que la fabricaba cuando un tanque experimental de oxígeno contaminado explotó.

## Usos
El Proyecto Coast se cobró sus primeras víctimas a finales de 1982, tras iniciarse la Operación Duel, lo que provocó la eliminación de cientos de prisioneros del SWAPO e informantes del SADF. El Coronel Johan Theron, oficial de la contrainteligencia en las Fuerzas Especiales, testificó en el juicio contra Basson que recibió de este pastillas relajantes musculares en diciembre de 1982, con las que mató a aproximadamente 200 prisioneros a 200 prisioneros del SWAPO, cuyos cadáveres arrojó posteriormente al mar desde aviones.
En noviembre de 1984, Basson estuvo presuntamente involucrado en el uso de armamento químico y biológico contra oponentes al régimen en Dukuduku, KwaZulu-Natal. Allí, dio instrucciones a los agentes sudafricanos para que ataran a sus víctimas a árboles y embadurnaran sus cuerpos con ungüentos. Cuando no morían por esto, se les inyectaba anestésicos y relajantes musculares. Tras morir, eran tirados al mar.
En 1985, cuatro presos del SWAPO retenidos en los cuarteles generales del Reconnaissance Regiment fueron presuntamente sedados con somníferos que habían introducido en sus bebidas, llevados al aeropuerto de Lnaseria, a las afueras de Johannesburgo, e inyectados con tres sustancias tóxicas suministradas por Basson. Sus cuerpos fueron arrojados al Océano Atlántico.
En abril de 1989, la Oficina de Cooperación Civil trató de asesinar al Reverendo Frank Chikane con veneno durante un viaje a Namibia. Posteriormente intentó envenenar a Chikane durante un viaje a Estados Unidos, donde un médico le diagnosticó una enfermedad por envenenamiento con organofosfato. De acuerdo con el testimonio del científico de los Laboratorios de Investigación Roodeplaat Schalk van Rensburg a la Comisión para la Verdad y la Reconciliación, el hombre que intentó matar a Chikane con Paratión era poco inteligente. Según dijo, "Contaban con que había poca capacidad forense en Namibia. Además, usaron poco veneno en su ropa interior como para matarlo cuando viajó a Estados Unidos".
El oficial de la Oficina de Cooperación Civil Petrus Jacobus Botes afirmó que había ordenado en mayo de 1989 contaminar el suministro de agua de Dobra, un campamento de refugiados localizado en Namibia, con virus de cólera y fiebre amarilla que un médico de la armada de Sudáfrica le proveyó. A finales de agosto de 1989, dirigió un intento que falló debido al alto contenido en cloro de las aguas del campamento.

### Como componente de guerra racial
Investigar en métodos de control natal para reducir los ratios de nacimiento de personas de color fue una de las áreas del Proyecto Coast. Daan Goosen, director ejecutivo de los Laboratorios de Investigación Roodplaat entre los años 1983 y 1986, contó a Tom Mangold de la BBC que el Proyecto Coast financió un proyecto para desarrollar un anticonceptivo que habría sido aplicado clandestinamente a la población negra. Goosen informó que el proyecto había desarrollado una vacuna para hombres y mujeres y que los investigadores aún estaban buscando un medio por el cual podrían hacer estériles a la población negra sin que estos fueran conscientes. El testimonio dado a la Comisión para la Verdad y la Reconciliación sugería que los investigadores del Proyecto Coast estaban evaluando verter sustancias de control natal en el sistema de suministro de agua.